# Michael Flatley
Pour les articles homonymes, voir Flatley.
Michael Flatley est un danseur, musicien, directeur, acteur et chorégraphe américain, né le 16 juillet 1958 à Chicago.

## Biographie
Né à Chicago au sein d'une famille d'ascendance irlandaise, M. Flatley s'intéresse à la danse, ce qui le conduit logiquement à la boxe car ses camarades d'écoles se moquaient de lui et de son hobby. Il progresse donc parallèlement en danse et en boxe. Il a été danseur principal de la troupe de Riverdance mais s'en est éloigné à la suite de « divergences artistiques ». Il a ensuite créé les quatre troupes de Lord of the Dance, dont il est le chorégraphe et le directeur artistique. 
Premier Américain à remporter le championnat du monde de danse irlandaise, il est aussi le recordman du monde de vitesse de claquettes, avec 35 pas à la seconde .
En 1998, il monte le spectacle Feet of Flames (en), où il tient le rôle principal. Ce spectacle ne comptera qu'une seule représentation, dans Hyde Park, à Londres.
Une deuxième représentation très différente a été donnée en 2000 à Budapest en Hongrie. Dans cette nouvelle version, à part les claquettes, il ne reste que peu de références aux danses et traditions celtiques, le spectacle se résumant à une performance technique du danseur et du spectacle, très appréciés en tant que tels.
Michael Flatley a ensuite monté le spectacle Celtic Tiger, dont la tournée européenne a été interrompue à cause de problèmes de santé.
Hospitalisé pendant plusieurs semaines, il s'est reposé chez lui à Castlehyde avec sa femme. 
En ce qui concerne sa vie privée, Michael Flatley s'est uni à une maquilleuse polonaise du nom de Beata Dziaba en 1986 et a divorcé en 1995. C'est dans une boîte de nuit qu'il rencontre Lisa Murphy en 2001, avec qui il se fiance l'année suivante. Le couple se sépare quelques mois plus tard, se réconcilie avant de rompre définitivement début 2005 pour « raisons personnelles ».
Michael Flatley s'est marié le 14 octobre 2006 à Niamh O'Brien, qui a dansé avec lui dans Riverdance, Lord Of The Dance, Feet Of Flames et Celtic Tiger. Le couple a annoncé la naissance de leur premier enfant (un garçon) le 26 avril 2007. Il a pris sa retraite en mars 2016 pour des raisons de santé après plus de 20 ans de spectacles à travers le monde .

## Filmographie

### Comme acteur
- 1994 : Riverdance for Rwanda (vidéo) : un danseur
- 1995 : Riverdance: The Show : danseur principal

### Comme réalisateur
- 1995 : Riverdance (vidéo)
- 1996 : Lord of the Dance (vidéo)
- 1998 : Feet of Flames (en) (vidéo)
- 2000 : Feet of Flames 2000 (vidéo)
- 2005 : Celtic Tiger (vidéo)